# Usi-gun
Usi-gun (koreanska: 우시군) är en kommun i Nordkorea.   Den ligger i provinsen Chagang, i den nordvästra delen av landet, 170 km norr om huvudstaden Pyongyang.